# Fieberiella malickana
Fieberiella malickana är en insektsart som beskrevs av Dlabola 1994. Fieberiella malickana ingår i släktet Fieberiella och familjen dvärgstritar. Inga underarter finns listade i Catalogue of Life.